# James Butler (1er marquis d'Ormonde)
Pour les articles homonymes, voir James Butler et Butler.
James Wandesford Butler (15 juillet 1777-18 mai 1838) est un noble et homme politique irlandais.

## Biographie
Il est le deuxième fils de John Butler (17e comte d'Ormonde) et Frances Susan Elizabeth Wandesford.
Il est député de Kilkenny City à la Chambre des communes irlandaise en 1796 (il n'a jamais pris son siège et démissionne après 3 mois) et siège ensuite pour Kilkenny County jusqu'à l'Acte d'Union en 1801. Il siège par la suite pour la circonscription irlandaise du comté de Kilkenny et est membre de la Chambre des communes du Royaume-Uni à partir de 1801, jusqu'à ce qu'il accède à la pairie, en tant que 19e comte d'Ormonde, en 1820, à la mort de son frère aîné, Walter, le 18e comte et 1er marquis d'Ormonde dans la pairie irlandaise (ce dernier titre s'éteignant à sa mort).
Ayant rejoint la société à la mode à Londres, il est devenu un compagnon du prince régent. Par la suite, lors du couronnement du prince sous le nom de George IV, il est créé pair du Royaume-Uni, comme baron Ormonde, de Llanthony, dans le comté de Monmouth et en 1825, marquis d'Ormonde.

## Mariage et descendance
Il épouse Grace Louisa Staples, fille de Rt. Hon. John Staples et l'hon. Henrietta Molesworth, le 12 octobre 1807. Ils ont cinq fils et cinq filles:
- John Butler (2e marquis d'Ormonde) (1808-1854), qui épouse Frances Jane (décédée le 26 août 1903), fille du général. Hon. Sir Edward Paget, GCB
- Lord Walter Wandesford Butler (1814-1861), officier de l'armée
- Le capitaine Lord James Wandesford Butler (1815–1893), qui épouse Lady Rachel Evelyn Russell, fille du 6e duc de Bedford
- Lord Richard Molesworth Butler (décédé en 1863)
- Le lieutenant Lord Charles Wandesford Butler (décédé en 1885)
- Anne Butler (décédée en 1849), épouse John Wynne, de Hazlewood House, Sligo
- Louisa Grace Butler (1816-1896), épouse Thomas Fortescue (1er baron Clermont)
- Lady Elizabeth Butler (décédée en 1892)
- Lady Mary Charlotte Butler (décédée en 1840)